# Neostenanthera gabonensis
Neostenanthera gabonensis (Engl. & Diels) Exell – gatunek rośliny z rodziny flaszowcowatych (Annonaceae Juss.). Występuje naturalnie w Liberii, Wybrzeżu Kości Słoniowej, Ghanie oraz Gabonie. 

## Morfologia
PokrójZimozielony krzew dorastający do 4–6 m wysokości. Kora ma szarą barwę. Młode gałęzie są owłosione.
LiścieMają kształt od podłużnie eliptycznego do lancetowatego. Mierzą 10–22 cm długości oraz 3,5–9 cm szerokości. Nasada liścia jest od klinowej do rozwartej. Blaszka liściowa jest o spiczastym wierzchołku. Ogonek liściowy jest lekko owłosiony i dorasta do 6–15 mm długości.
KwiatySą pojedyncze, rozwijają się w kątach pędów. Mają żółtą barwę. Działki kielicha mają trójkątnie owalny kształt i dorastają do 1–2 mm długości. Płatki zewnętrzne są owłosione, mają lancetowaty kształt i osiągają do 15–30 mm długości, natomiast wewnętrzne są nagie, trójkątnie owalne i mierzą 6–10 mm długości. Kwiaty mają owłosione owocolistki o cylindrycznym kształcie i długości 2–3 mm.
OwocePojedyncze o elipsoidalnym kształcie, zebrane w owoc zbiorowy. Są owłosione, osadzone na szypułkach. Mają pomarańczową barwę. Osiągają 17–30 mm długości i 5–12 mm szerokości.

## Biologia i ekologia
Rośnie w lasach.